# Pinokio (film 1940)
Pinokio (ang. Pinocchio) – amerykański film animowany wytwórni filmowej Walt Disney Animation Studios wydany w 1940, zrealizowany na podstawie powieści Carlo Collodiego o tym samym tytule. Drugi pełnometrażowy film animowany Walta Disneya.
Film otrzymał pozytywne i entuzjastyczne recenzje; serwis Rotten Tomatoes przyznał mu wynik 100%.
W 2022 powstał film aktorski o takim samym tytule.
W 1994 roku film został wprowadzony do Narodowego Rejestru Filmowego Stanów Zjednoczonych jako film „znaczący kulturowo, historycznie bądź estetycznie”, zaś w 2009 roku piosenka „When You Wish Upon a Star” została wprowadzona do Narodowego Rejestru Nagraniowego Stanów Zjednoczonych jako nagranie „znaczące kulturowo, historycznie bądź estetycznie”.

## Opis fabuły
Stary snycerz Gepetto rzeźbi drewnianą marionetkę, którą nazywa Pinokio. Gdy wieczorem widzi za oknem spadającą gwiazdę, wypowiada życzenie, by marionetka ożyła i stała się prawdziwym chłopcem. W nocy Błękitna Wróżka ożywia Pinokia, mówiąc mu, że jeśli będzie „odważny, prawdomówny i niesamolubny”, stanie się prawdziwym chłopcem. Żeby łatwiej było mu odróżnić dobro od zła, jego osobistym opiekunem i strażnikiem zostaje Świerszcz Hipolit.
Rankiem Gepetto z radością odkrywa, że Pinokio ożył, a następnego dnia posyła go do szkoły. Pinokio po drodze napotyka antropomorficznych Lisa i Kota, którzy postanawiają wykorzystać kukiełkę dla własnych korzyści. Mamiąc Pinokia obietnicą przyszłej sławy, którą miałby osiągnąć jako aktor teatralny, przekonują go, by przyłączył się do kukiełkowego teatru prowadzonego przez Stromboliego. Pinokio się zgadza, a dyrektor teatru dzięki niemu wkrótce osiąga sukces i zarabia dużo pieniędzy. Gdy Pinokio chce wracać na noc do domu, Stromboli zamyka go w klatce dla ptaków, żeby zawsze mieć nad nim kontrolę.
Świerszczowi Hipolitowi udaje się znaleźć Pinokia, jednak nie potrafi uwolnić go z klatki. Wówczas zjawia się Błękitna Wróżka i pyta Pinokia, dlaczego nie posłuchał Gepetta i nie poszedł do szkoły. Pinokio wstydzi się powiedzieć prawdę, dlatego kłamie, opowiadając zmyśloną historię, w związku z czym jego nos rośnie. Po chwili przyrzeka być odtąd prawdomównym i dobrym, a Wróżka uwalnia go, żeby mógł ze Świerszczem uciec od Stromboliego.
W tym czasie Lis i Kot rozmawiają w karczmie z podstępnym woźnicą, który obiecuje im zapłacić dużo pieniędzy w zamian za znalezienie mu głupich i niegrzecznych chłopców, których mógłby zabrać na Wyspę Radości. Choć są przerażeni stwierdzeniem Woźnicy, że żaden z chłopców nigdy stamtąd nie wróci „jako chłopcy”, przekonują Pinokia, że musi udać na wypoczynek na Wyspę Radości. Pinokio w drodze na wyspę zaprzyjaźnia się z chłopcem o imieniu Knot, który z czasem zaczyna wywierać na Pinokiu zły wpływ, proponując mu palenie cygar, picie piwa i gry hazardowe. Świerszcz Hipolit odkrywa, że woźnica rzucił na wyspę klątwę sprawiającą, że niegrzeczni chłopcy zmieniają się w osły, których woźnica sprzedaje do pracy w kopalniach soli. Poznawszy prawdę, biegnie ostrzec Pinokia, któremu w międzyczasie wyrosły ośle uszy i ogon.
Pinokio po ucieczce z Wyspy Radości dociera do domu, ale na miejscu nikogo nie zastaje. Z listu zrzuconego na próg domu dowiaduje się, że Gepetto wraz z kotem Figaro i złotą rybką Cleo wyruszył w morze, gdzie został połknięty przez wieloryba o imieniu Potwór. Pinokio rusza ojcu na ratunek. Wraz ze Świerszczem Hipolitem wskakuje do morza, gdzie zostaje połknięty przez wieloryba, w którego brzuchu odnajduje ojca. By się wydostać, wraz z dziadkiem buduje tratwę i rozpala ognisko, by wymusić na wielorybie kichnięcie. Plan się powodzi, ale rozwścieczony wieloryb rzuca się w pogoń za tratwą, którą ostatecznie rozbija. Pinokiu udaje się dociągnąć Gepetta w bezpieczne miejsce w jaskini pod klifem, jednak wkrótce ginie, rozbijając się o skały. Zrozpaczony Gepetto zabiera ciało Pinokia do domu, gdzie go opłakuje. Błękitna Wróżka – uznawszy, że Pinokio wykazał się odwagą i poświęceniem – ożywia kukiełkę i zmienia w prawdziwego chłopca. Świerszcz Hipolit w dowód uznania za dobre ukierunkowanie Pinokia zostaje nagrodzony złotą odznaką w kształcie gwiazdy.

## Obsada
- Dickie Jones – 
  - Pinokio,
  - Aleksander (głos)
- Val Stanton – Hipolit Świerszcz
- Cliff Edwards – Hipolit Świerszcz (głos)
- Christian Rub – Gepetto
- Marge Champion – Błękitna Wróżka
- Evelyn Venable – Błękitna Wróżka (głos)
- Walter Catlett – Lis
- Don Barclay – Kot
- Mel Blanc – Kot (głos)
- Clarence Nash – 
  - Figaro (głos),
  - automatyczna figura z Domu Zniszczenia (głos),
  - osły (głos)
- Thornton Hee – Stromboli
- Charles Judels – 
  - Stromboli (głos),
  - Woźnica (głos)
- Frankie Darro – Knot (głos)
- Thurl Ravenscroft – wieloryb Potwór (głos)
- Patricia Page – żeńskie marionetki (głos)
- Don Brodie – lunaparkowy zapowiadacz na Wyspie Radości (głos)

## Wersja polska
Premiera filmu w Polsce odbyła się w kwietniu 1962.
Wersja polska: Studio Opracowań Filmów w Łodzi

Reżyseria: Mirosław Bartoszek

Redakcja tekstu: 
- Janina Balkiewicz,
- Jan Czarny

Teksty piosenek: Włodzimierz Krzemieński
Operator dźwięku: Grzegorz Sielski
Montaż dźwięku: Henryka Gniewkowska
Udział wzięli:
- Zofia Raciborska – Pinokio
- Kazimierz Brusikiewicz – Hipolit Świerszcz
- Stanisław Milski – Gepetto
- Zbigniew Koczanowicz – Lis
- Aleksander Fogiel – Woźnica
- Ludwik Benoit – Stromboli

inni.

## Produkcja
Walt Disney po komercyjnym i artystycznym sukcesie Królewny Śnieżki i siedmiu krasnoludków (1939) rozpoczął produkcję kolejnych trzech pełnometrażowych filmów animowanych: Pinokia, Bambiego i Fantazji. Prace nad tymi filmami trwały niemal jednocześnie, co było podyktowane chęcią wypuszczania przez studio jednego pełnometrażowego filmu rocznie. Nad Pinokiem pracował zespół najbardziej – zdaniem Disneya – utalentowanych rysowników, m.in. Ben Sharpsteen, Hamilton Luske, Bill Corttrell, Fred Moore, Frank Thomas, Bill Tytla, Ward Kimball, Wolfgang Reitherman, Arthur Babbitt i Marjorie Belcher. Kierownikiem studia wydziału technicznych prac badawczych został Ub Iwerks, który opracował i wykorzystał przy produkcji Pinokia proces naświetlania warstwowo klatek filmowych, stwarzając iluzję fizycznej głębi, dzięki czemu uczynił animację przełomowym filmem w odbieraniu wrażeń wizualnych.
Prace nad Pinokiem ukończono w lutym 1940. Koszt produkcji filmu wyniósł ponad 3 mln dol., co uczyniło Pinokia wówczas najdroższym filmem animowanym.

## Wpływ na inne filmy
W Pinokiu po raz pierwszy pojawił się kot Figaro, który później pojawił się w wielu krótkometrażowych filmach Disneya Myszką Miki, Myszką Minnie i Psem Pluto.